# Bob Bullock
Robert D. "Bob" Bullock, född 10 juli 1929 i Hillsboro, Texas, död 18 juni 1999 i Austin, Texas, var en amerikansk demokratisk politiker. Han var den 38:e viceguvernören i Texas 15 januari 1991–19 januari 1999.

## Biografi
Bullock deltog i Koreakriget i USA:s flygvapen. Sin grundexamen avlade han vid Texas Tech University och juristexamen vid Baylor University. Han var medarbetare åt Preston Smith innan han tjänstgjorde som delstatens statssekreterare (Texas Secretary of State) 1971–1973.
Bullock var viceguvernör i åtta år under guvernörerna Ann Richards och George W. Bush. I Texas har viceguvernören relativt mycket makt och Bullock var en mycket skicklig maktpolitiker. Samarbetet med Bush fungerade bra trots att mellan 1995 och 1999 representerade guvernören och viceguvernören två olika partier. I januari 1999 efterträddes Bullock av republikanen Rick Perry.
Bob Bullock avled i cancer knappa fem månader efter att ha lämnat viceguvernörsämbetet. På gravmonumentet på Texas State Cemetery finns på framsidan den av Bullock ofta yttrade frasen "God bless Texas" och på baksidan ett annat citat: "Only death will end my love affair with Texas." Bullock hade förespråkat grundandet av Texas historiska museum i Austin och då museet år 2001 öppnades döptes det till The Bob Bullock Texas State History Museum.